# 拉沙佩勒欧芒
拉沙佩勒欧芒（法語：La Chapelle-au-Mans，法語發音：[la ʃapɛl o mɑ̃]）是法国索恩-卢瓦尔省的一个市镇，属于沙罗勒区。

## 地理
拉沙佩勒欧芒（46°37'35"N, 3°58'19"E）面积27.5 平方千米，位于法国勃艮第-弗朗什-孔泰大區索恩-卢瓦尔省，该省份为法国中部省份，北起顺时针与科多尔省、汝拉省、安省、罗讷省、卢瓦尔省、阿列省和涅夫勒省接壤。
与拉沙佩勒欧芒接壤的市镇（或旧市镇、城区）包括：伊西莱韦克、屈尔丹、格吕里、格尼翁、讷维格朗尚、于克索、阿鲁河畔旺德内斯。

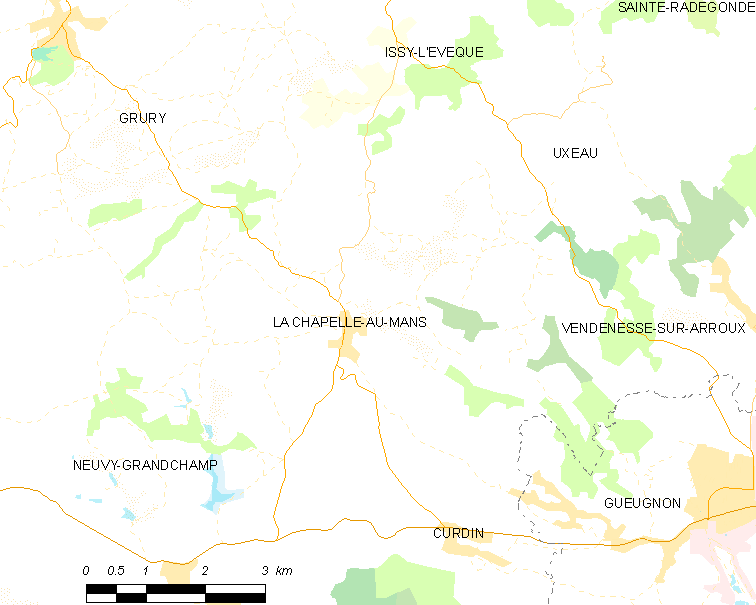
拉沙佩勒欧芒的OSM定位图

拉沙佩勒欧芒的时区为UTC+01:00、UTC+02:00（夏令时）。

## 行政
拉沙佩勒欧芒的邮政编码为71130，INSEE市镇编码为71088。

## 政治
拉沙佩勒欧芒所属的省级选区为格尼翁县。

## 人口

1962-2008年间拉沙佩勒欧芒人口变化图示

拉沙佩勒欧芒于2022年1月1日时的人口数量为225人。